# Prosthechea magnispatha
Espèce
Prostechea magnispatha est une espèce de plantes épiphytes de la famille des orchidaceae et du genre Prosthechea. 
D'abord répertoriée en 1934 par Oakes Ames, Frederic Tracy Hubbard et Charles Schweinfurth comme Epidendrum magnispathum, puis comme Encyclia magnispatha en 1961 par Robert Louis Dressler, elle porte son nom actuel depuis 1997. Dans certains ouvrages, elle porte le nom de Pseudencyclia magnispatha.